# الشاترمة (نصر النوبة)
قرية الشاترمة هي إحدى القرى التابعة لمركز نصر النوبة في محافظة أسوان في جمهورية مصر العربية.